# 稲口村
稲口村（いなぐちむら）は、かつて岐阜県加茂郡にあった村である。
現在の関市稲口などに該当する。

## 歴史
- 1889年（明治22年）7月1日 - 町村制により、稲口村が発足。
- 1897年（明治30年）4月1日 - 西田原村、小迫間村、迫間村、大杉村、東田原村と合併し、田原村が発足。同日稲口村は廃止。
- 1948年（昭和23年）12月10日 - 田原村の一部（旧・稲口村）が武儀郡関町に編入される[2]。